# Луг (Рахівський район)
Луг — село в Великобичківській селищній громаді Рахівського району Закарпатської області України.

## Географія
Розташоване в південно-східній частині Закарпаття, біля підніжжя Карпатських гір, на висоті 347 м над рівнем моря, на правому березі річки Тиса, у яку впадає річка Кісва. За 38 км від села розташовується районний центр (місто Рахів), за 178 км — обласний центр Ужгород. До центру Європи (околиця села Ділове) — 31 км. За 15 км від села Луг розташована залізнична станція Солотвино, а також відомі на всю Україну солені озера. Межує село з Великим Бичковом, Діловим, Косівською Поляною і селом Росішка. На лівому березі річки Тиса, на території сусідньої Румунії, розміщується село Lunca la Tisa, що перекладається як Луг над Тисою, яке колись було одним цілим з селом Луг і розділялося лише Тисою і транспортним мостом. 
На території села Луга розташоване Лужанське державне лісництво, а на схід від села — Кузійський заповідний масив Карпатського біосферного заповідника. Неподалік від села розташована ботанічна пам'ятка природи місцевого значення «Церцис європейський».

## Клімат
Клімат помірний з яскраво вираженою поясністю: у низині — помірний, з теплим літом і відносно м'якою зимою. Село Луг вважається найтеплішим населеним пунктом Рахівського району. Середньорічна кількість опадів в горах 1000 мм. Під час інтенсивного танення снігу і злив, можливі загрозливі та руйнівні паводки (листопад 1998 року, березень 2001 року, серпень 2008 року). Зареєстрований абсолютний добовий максимум опадів — 133 мм. 

## Історія
Перша згадка про Луг в історичних документах відноситься до 1439 року.
На лівому березі річки Тиса, на території сусідньої Румунії, розміщується село Lunca la Tisa, що перекладається як Луг над Тисою, яке колись було одним цілим з селом Луг і розділялося лише Тисою і транспортним мостом.
В селі знаходився мисливський палац австро-угорського престолонаслідника Рудольфа. Збудований у 1885 році. До мисливського будиночка, оздобленого витворами кращих різьбярів краю, вела елегантна липова алея.
Зі сторінок тогочасної преси знаємо, що ерцгерцог часто приїздив в околиці Великого Бичкова і Кобилецької Поляни на кількаденні полювання, у т.ч. на ведмедів. Загалом, дика природа завжди приваблювала знать і була чи не найціннішим туристичним ресурсом Закарпаття. Після смерті Рудольфа (1889р.) палац почав занепадати. На початку 1910-х обговорювалась ідея відкриття тут державного санаторію для лікування туберкульозу, проте така ініціатива не реалізувалась.
Історик Герман Бідерман у захоплюючий книжці «Мисливські спогади з австрійської минувшини» (Грац. 1858 р.) слушно зауважує, що знать протягом століть приїздила до угорських і слов’янських земель не тільки милуватися краєвидами, але й власне за крупною дичиною. Починаючи з епохи Марії Терезії, віденський двір активно займався впорядкуванням мисливського промислу, створює заповідники. Зокрема, на околицях села Луг, що на Рахівщині, був встановлений невеликій дерев’яний вказівник із надписом «Кузійський заповідний масив». Це мисливський рай – мальовнича природна краса, де водилися олені, косулі, дикі кабани та бурі медвежі, приваблював знатних осіб.  

### Кізі
Кізі (Кузій) — колишнє село в Україні, в Закарпатській області. Обєднане з селом Луг рішенням облвиконкому Закарпатської області №155 від 15.04.1967
Перша згадка у 1860 як Kuzy (Sebestyén 2008: 211). Інші згадки за роками: 1892 — Erdészvölgy (Hnt.), 1898 — Erdészvölgy (Hnt.), 1907 — Erdészvölgy (Hnt.), 1913 — Erdészvölgy (Hnt.), 1944 — Erdészvölgy, Кузы (Hnt.), 1967 — Кізі (ZO). 
Поруч тече гірський потік Кузій через урочище Кузій. У 1885 році біля в’їзду в урочище Кузій, поміж величних модрин і древніх тисів, для престолонаслідника принца Рудольфа звели невелику акуратну будівлю – Erdészvölgy - Царську хату, як досі називають садибу лужани. Чудовий вигляд має нині й Царська хата – зараз тут розміщений музей Великобичківського лісомисливського господарства. Всередині будиночка розміщується експозиція місцевої флори й фауни, яка знайомить відвідувачів із тваринним і рослинним світом урочища. Одна з кімнат задекорована під природне середовище проживання оленя, косулі, кабана, ведмедя, сови. Позаду будиночка-музею збудовано два басейни-форельники. 

## Населення
Згідно з переписом УРСР 1989 року чисельність наявного населення села становила 1786 осіб, з яких 842 чоловіки та 944 жінки.
За переписом населення України 2001 року в селі мешкало 1970 осіб.

### Мова
Розподіл населення за рідною мовою за даними перепису 2001 року:
| Мова       | Відсоток |
| ---------- | -------- |
| українська | 98,59 %  |
| російська  | 0,96 %   |
| румунська  | 0,15 %   |
| молдовська | 0,10 %   |
| болгарська | 0,05 %   |

## Освіта

Лужанська загальноосвітня школа (здана в експлуатацію в 2004 р.)

Фундамент школи було закладено у 1900 році, будували її каменярі з організації «Лісова справа» з с.Великий Бичків. У 1903 році в школі вже навчались діти; вона була початковою, чотирирічною, а з 1932 року — семирічною. Школа була культурно-освітнім центром Луга. За часів незалежності стала десятирічною і отримала статус загальноосвітньої школи. 
У 2001 році, внаслідок сильного паводку стару будівлю школи припинили використовувати, а в 2004 році був зданий в експлуатацію новозбудований корпус школи. Також в селі працює дошкільний навчальний заклад (раніше існувало два такі заклади, однак після повені кімнати одного із них стали використовувати під класи школи.

## Віросповідання

Греко-католицька церква

Жителі села належать до чотирьох віросповідань: православної, греко-католицької, християнської деномінації Свідків Єгови та євангелістів-баптистів, які відвідують Дім молитви, що розташований на межі села Луг і смт Великий Бичків.

### Церква св. Миколи Чудотворця (1906 рік)
У 1751 р. згадано в історичних документах дерев’яну церкву св. Параскевії з вежею, у доброму стані, з двома дзвонами, прикрашену всіма образами.
За 1801 р. є друга згадка про дерев’яну церкву: “Церква дерев’яна, потрібним забезпечена, на одні празничні ризи потребує 100 ринських”.
У 1906 р. збудували велику базилічну церкву з каменю за 63 000 корон. З цієї суми 30 000 дало міністерство сільського господарства, решту зібрали в селі. Крім того, Федір Лазарчук подарував 2500 корон на прикрашення храму. Храм зведено стараннями вікарія Марамороша Михайла Балога, пароха Луга Андрія Сабова, кураторів Якова Матуса і Василя Маляра. Значною була допомога вихідця з села Олександра Левея та барона Зіґмунда Перені. Освятив церкву єпископ Юлій Фірцак 1 вересня 1907 р.

### Свято-Духівський храм (православна церква)
Після Другої світової війни лівий берег Тиси разом з частиною села та церквою відійшов до Румунії. Тоді в Румунії опинилося кілька десятків українських закарпатських сіл. Лужанам вдалося збудувати невелику дерев’яну церкву, яка з приходом радянської влади стала православною, а парох села, Микола Савчук, перебував в ув’язненні з 1949 до 1955 р. Церква має форму подібну до форм мурованого базилічного храму, і не має стилевих ознак гуцульського будівництва.
У 1993 р. церкву збільшено шляхом подовження нави та прибудови вівтарного зрубу з дерева. Над входом написано дату спорудження: «23.VI – 2.XI. 1947», а металевий хрест біля головного фасаду встановлено «на спомин першого праздника храма Пресвятої Тройці та отпусту в Лузі дня 21 червня року Божого 1948».

#### Новий храм

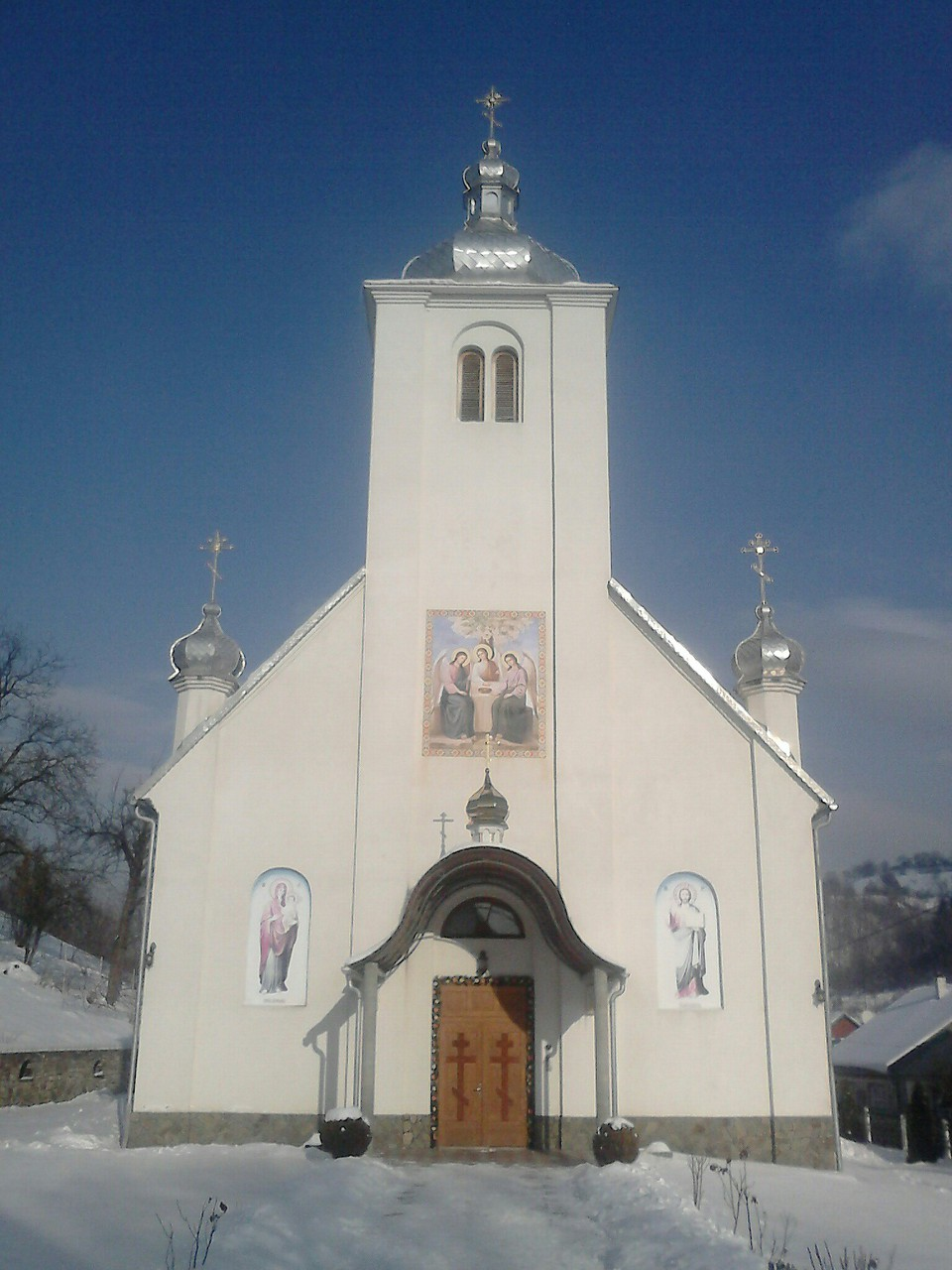
2008 рік. Новопобудована церква

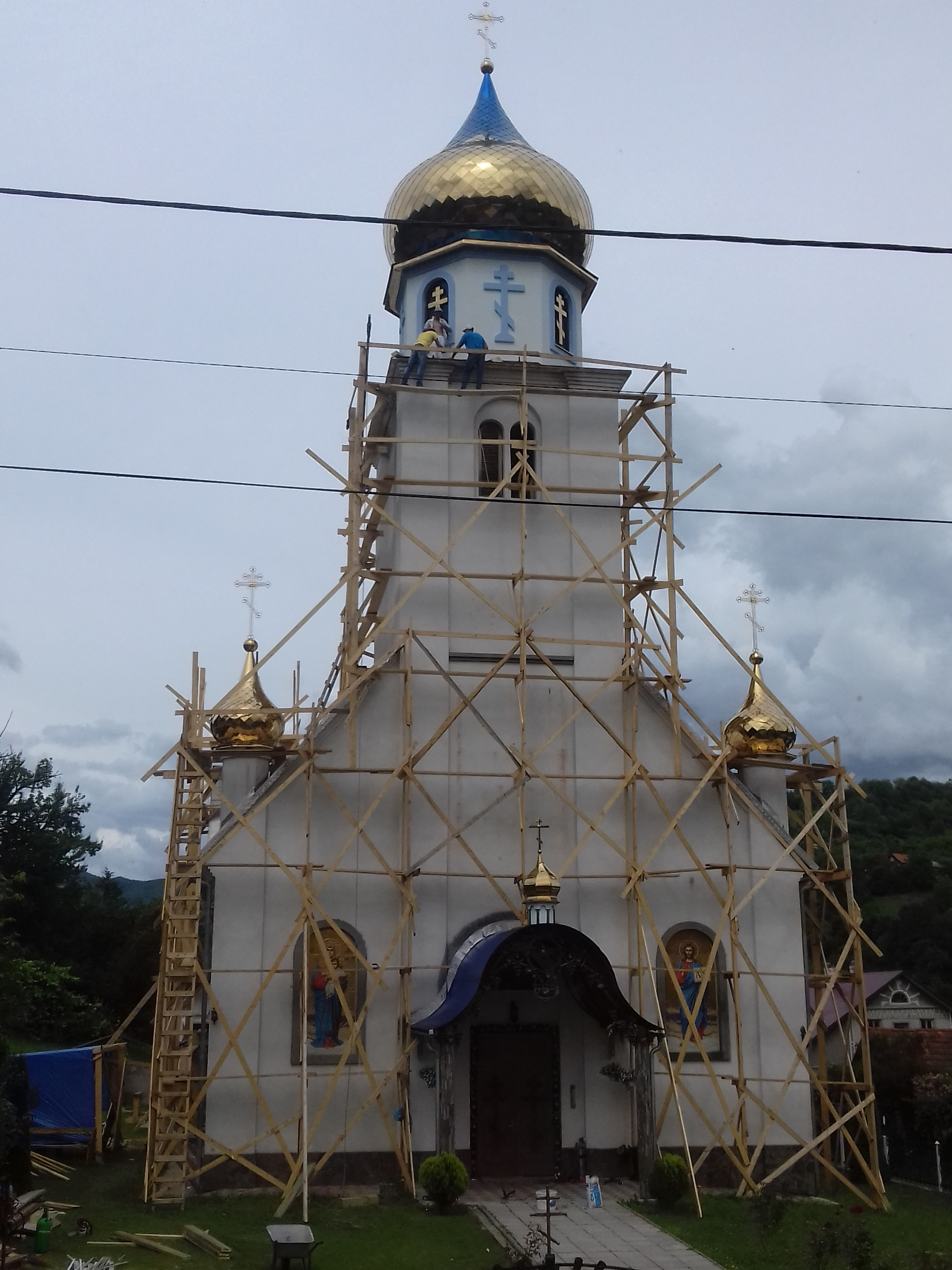
Реконструкція церкви

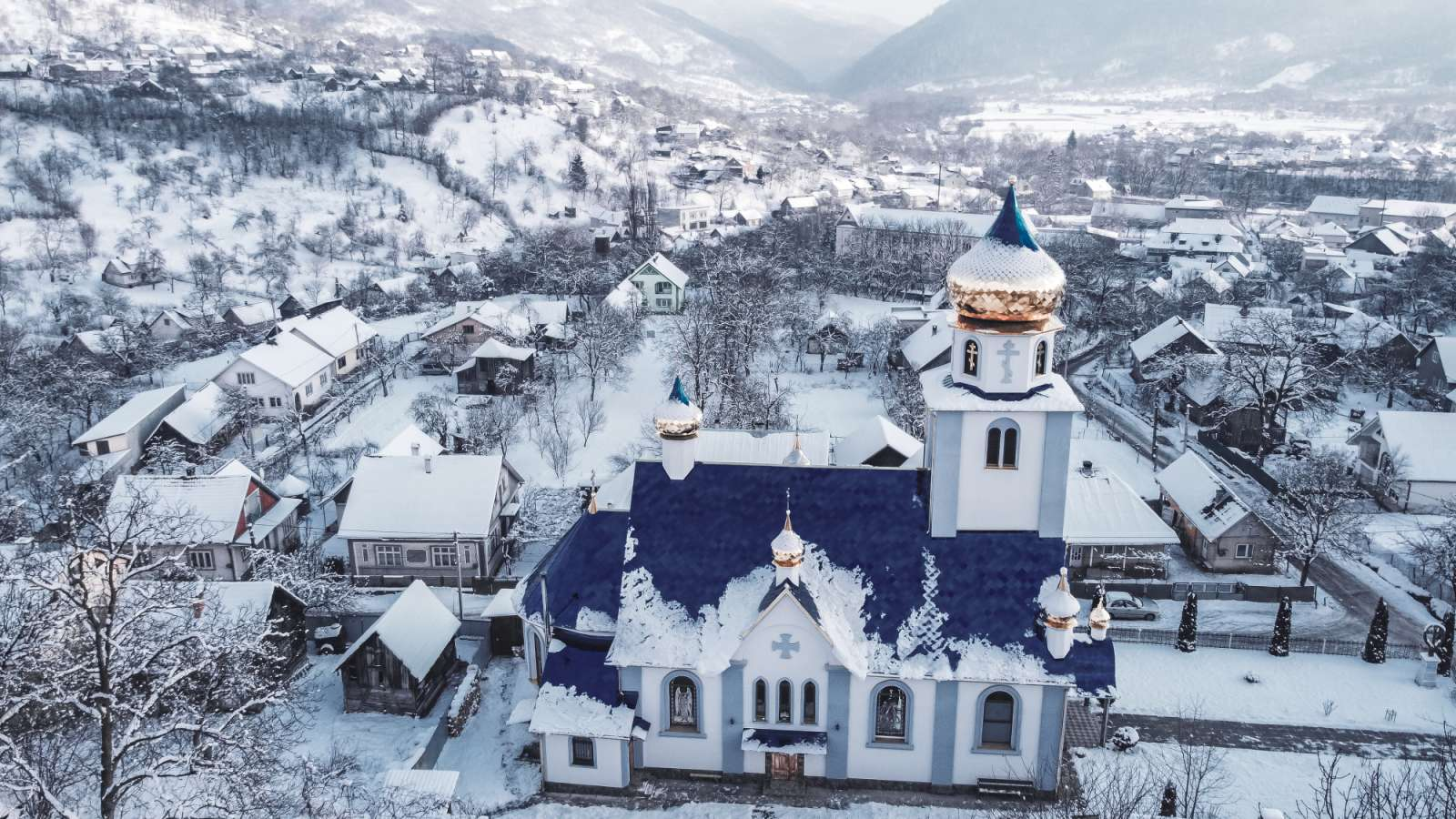
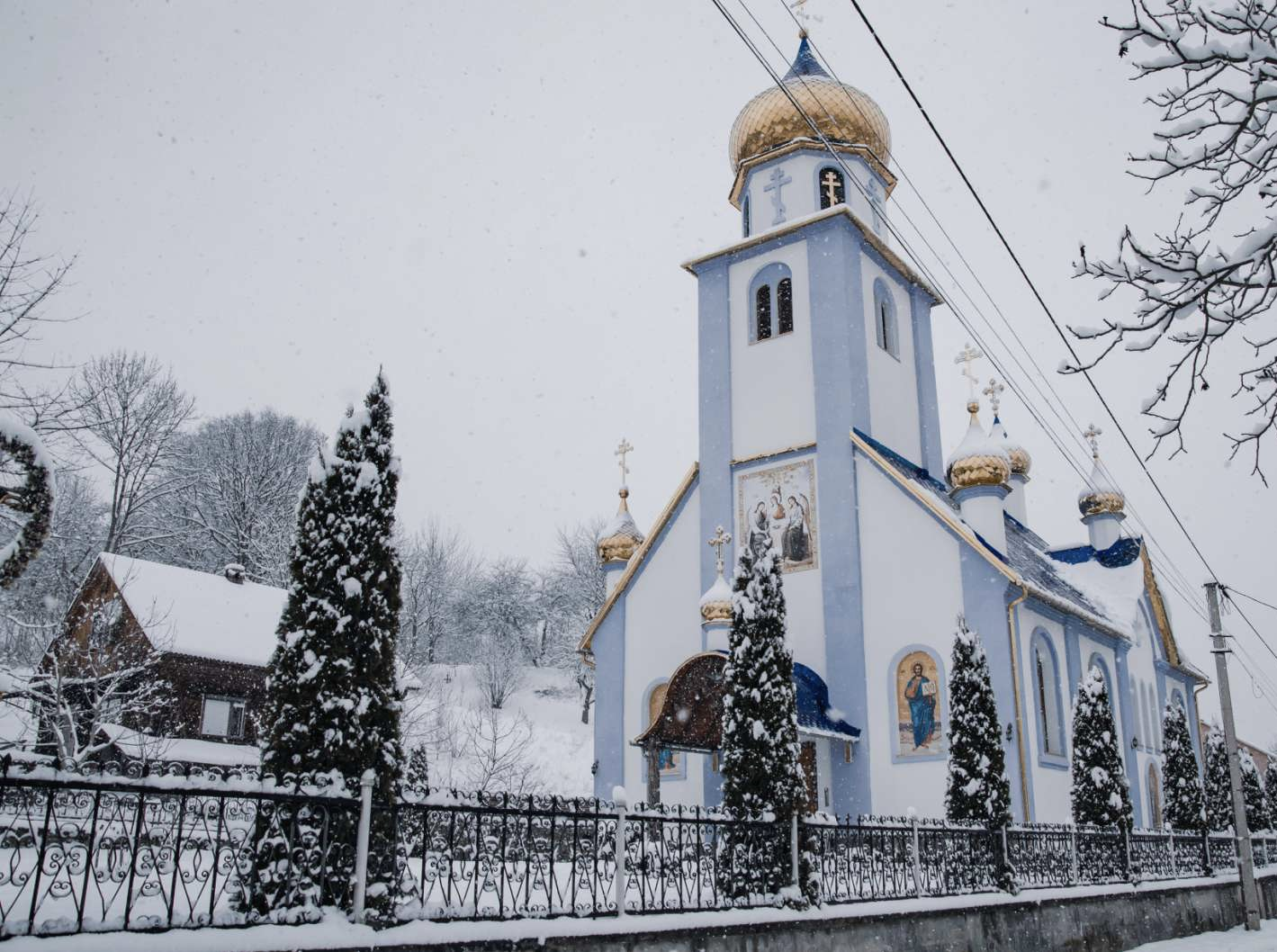
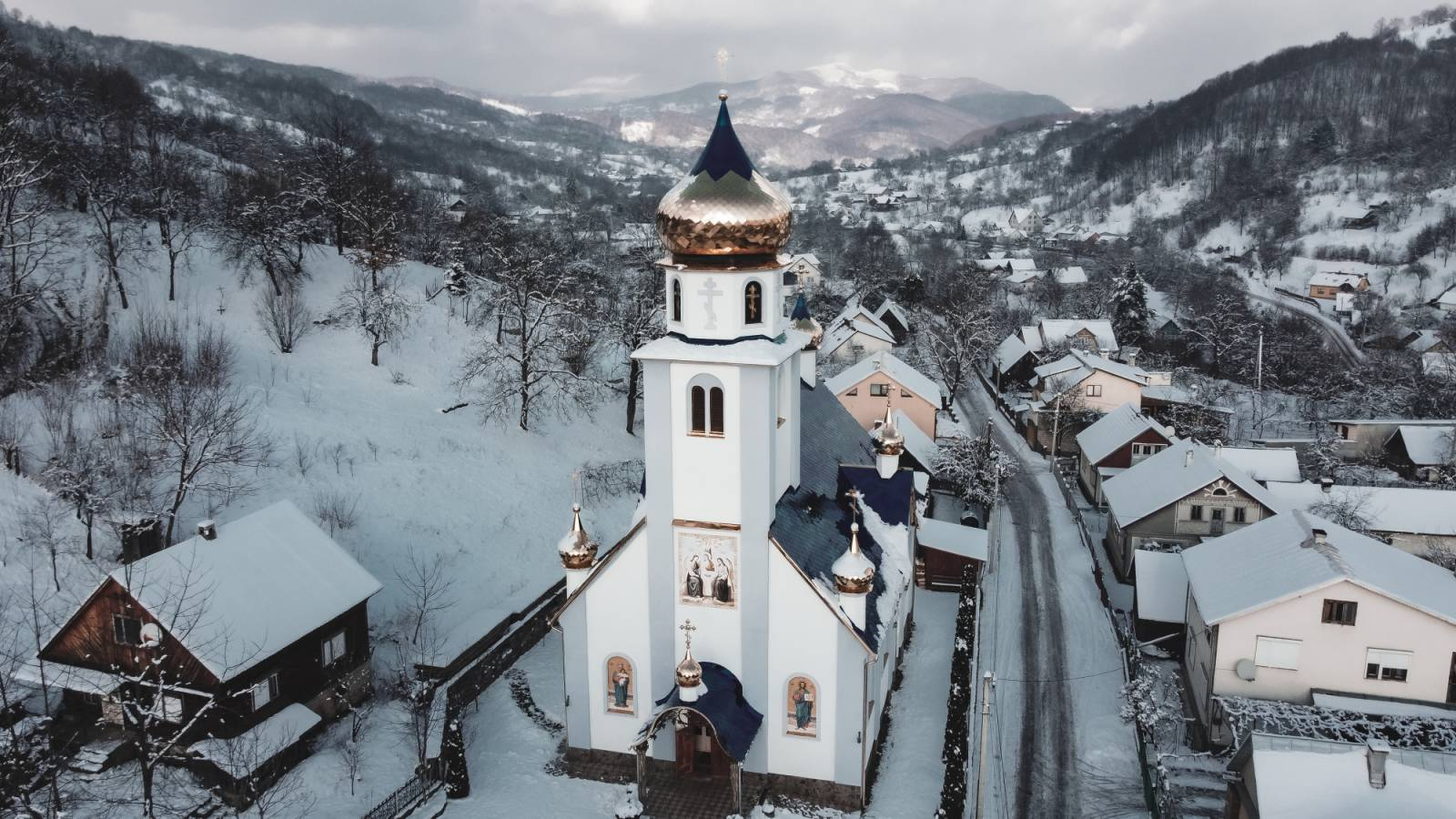
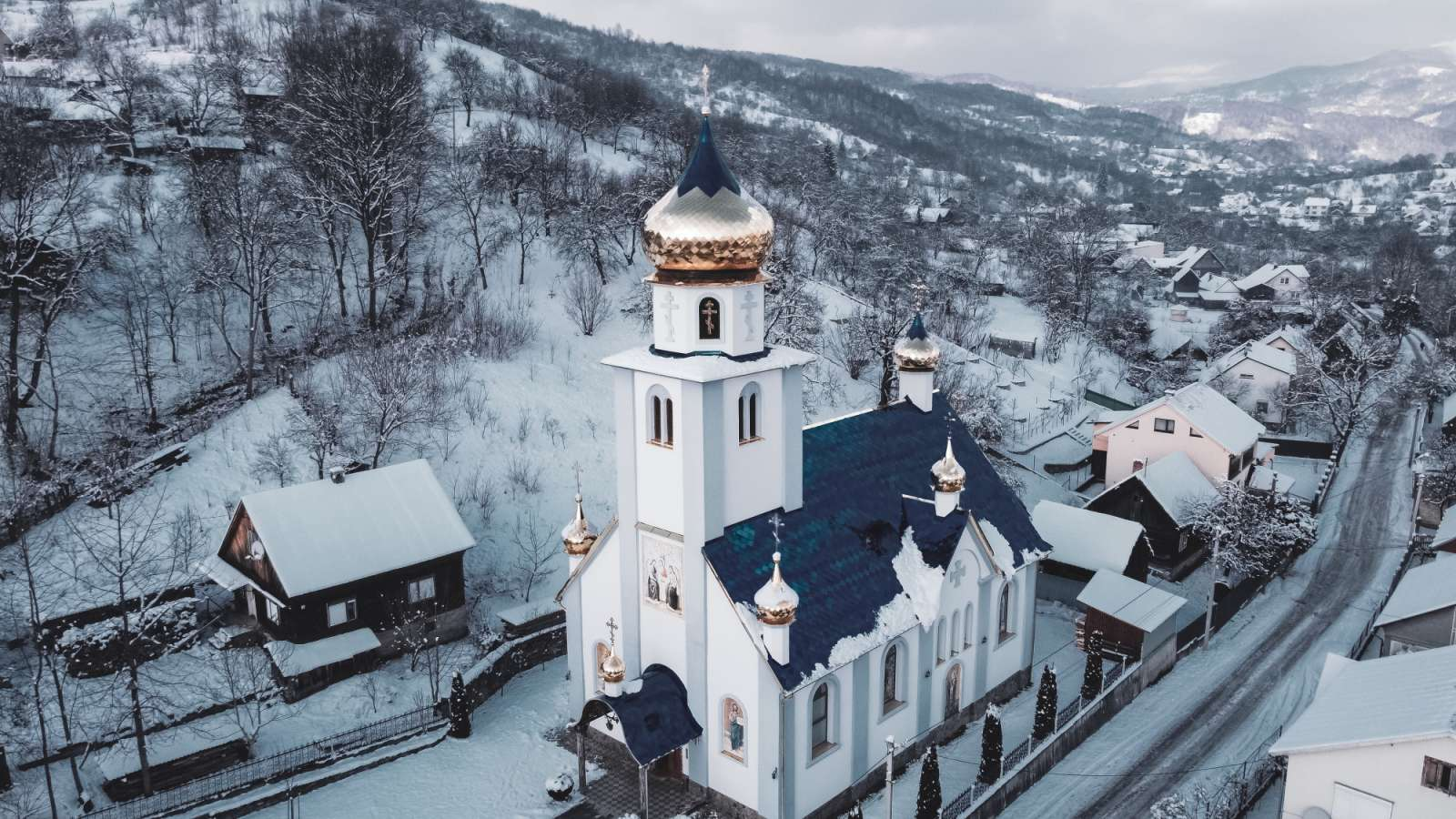

В отця Володимира Легача, священника цієї церкви з 2000 року, одразу при приході з'явилось бажання побудувати нових храм, оскільки стара церква вже не могла вмістити всіх вірян. Починаючи зі збирання пожертв, отець Володимир виказував свою візію нової церкви і переконував людей приєднатися до проєкту. Він організовував благодійні заходи, проводив збори, залучав волонтерів та будівельних фахівців. Зусиллями всієї громади вдалося зібрати достатню суму коштів для початку будівництва.
На початку будівництва церкви виявилось, що задуманий проект складніший і вимагає більше ресурсів, ніж спочатку планувалося. Однак отець Володимир не здався перед труднощами. Він зібрав ще більше пожертв і знайшов допомогу від місцевих підприємців та організацій. 
Отож станом на 2008 рік лужани разом зі своїм Духовним настоятелем звершували молитву вже у новому Храмі.
Наполегливий священник, не зупинявся на створеному, тому впродовж наступних 10 років зі всіх своїх сил збирав пожертви для вдосконалення церкви. 
З 2008 до 2018 року Свято-Духівський храм знову кардинально змінився. Багато приділили саме внутрішньому забезпеченню. Зовнішні зміни Храму також стали чітко помітними — церква змінили куполи та зовнішній розпис. 

## Відомі люди
- Волощук Іван — словацький та український вчений, доктор біологічних наук, професор;
- Кравчук Микола — колишній український футбольний коментатор;
- Маляр Микола — кандидат технічних наук, доцент, декан математичного факультету УжНУ;
- Мирон Микола — доктор ветеринарних наук, автор збірки віршів «Поетичне слово».

## Галерея

## Туристичні місця
- ботанічна пам'ятка природи місцевого значення «Церцис європейський»;

- Свято-Духівський храм (2008 рік);

- храм св. Миколи Чудотворця (1906 рік);

- Кузійський заповідний масив Карпатського біосферного заповідника.